# Onegai ☆ Teacher
Onegai ☆ Teacher (おねがい☆ティーチャー) là bộ anime do Ide Yasunori làm đạo diễn và biên kịch bởi Kuroda Yōsuke, sản xuất bởi Bandai Visual, sau đó nó chuyển thể thành manga và light novel. Cốt truyện tập trung xoay quanh cuộc sống một nhóm bạn và những điều kỳ lạ xảy ra xung quanh họ sau khi một giáo viên mới đến dạy tại ngôi trường mà họ đang học.
Cốt truyện lấy địa điểm tại hồ Kizaki nằm ở Nagano, Nhật Bản, cho dù địa danh này không được nhắc đến trong anime hay manga. Các địa điểm và khu vực xung quanh nó nổi bật và rất chính xác trên toàn bộ dòng Onegai ☆ Teacher!. Cuốn tiểu thuyết đã chỉ ra rằng ngôi trường mà các nhân vật học là trường trung học ở quận Kizaki tại Nagano. Trường này được trùng tu lại từ ngôi trường trung học cũ tên Matsumoto có địa điểm ở công viên Agatanomori của Matsumoto-shi cách khoảng một giờ đi xuống phía nam của hồ Kizaki trên con đường JR Ōito. Khu dân cư mà Kaede và Hyosuke ở có thể tìm thấy trong công viên Joyama ở phía Tây Bắc của thành phố.
Onegai ☆ Teacher đã được phát sóng tại Nhật Bản trên kênh truyền hình vệ tinh WOWOW vào ngày 10 tháng 1 đến ngày 28 tháng 3 năm 2002, nó có 13 tập trong đó có 12 tập bình thường và 1 tập OVA được phát hành trong DVD vào ngày 25 tháng 10 năm 2002. Sau đó ít lâu nó được chuyển thể thành manga và đăng trên tạp chí truyện tranh dành cho shōnen của MediaWorks là Dengeki Daioh trong năm 2002. Tác phẩm tiếp tục được chuyển thể tiếp thành light novel có tựa là Onegai☆Teacher Mizuho to Kei no Milk Diary (おねがい☆ティーチャー -みずほと桂のMilky Diary-) phát hành tháng 3 năm 2003.

## Tổng quan

### Nhân vật

#### Chính
Kusanagi Kei (草薙桂, くさなぎ けい)
Lồng tiếng bởi: Hoshi Soichiro
Kazami Mizuho (風見みずほ, かざみ みずほ)
Lồng tiếng bởi: Inoue Kikuko

#### Bạn học
Herikawa Koishi (縁川小石, へりかわ こいし)
Lồng tiếng bởi: Kawasumi Ayako
Misumi Kaede (水澄楓, みすみ かえで)
Lồng tiếng bởi: Ohara Sayaka
Morino Ichigo (森野苺, もりの いちご)
Lồng tiếng bởi: Tamura Yukari
Magumo Hyosuke (間雲漂介, まぐも ひょうすけ)
Lồng tiếng bởi: Iwata Mitsuo
Shido Matagu (四道跨, しどう またぐ)
Lồng tiếng bởi: Miura Hiroaki

#### Ngoài hành tinh
Marie (まりえ)
Lồng tiếng bởi: Kaneda Tomoko
Kazami Hatsuho (風見はつほ, かざみ はつほ)
Lồng tiếng bởi: Takada Yumi
Kazami Maho (風見まほ, かざみ まほ)
Lồng tiếng bởi: Koorogi Satomi
Miruru (みるる)
Lồng tiếng bởi: Sakuma Rei
Saibankan (裁判官, さいばんかん)
Lồng tiếng bởi: Ehara Masashi

#### Khác
Yamada Masami (山田正臣, やまだ まさおみ)
Lồng tiếng bởi: Sugita Tomokazu
Edajima Minoru (江田島みのる, えだじま みのる)
Lồng tiếng bởi: Uchida Naoya
Edajima Konoha (江田島このは, えだじま このは)
Lồng tiếng bởi: Sakuma Rei
Tendō (天堂, てんどう)
Lồng tiếng bởi: Nakano Yutaka
Natchan (なっちゃん)
Lồng tiếng bởi: Nishimura Chinami
Kusanagi Kozue (草薙こずえ, くさなぎ こずえ)
Lồng tiếng bởi: Minami Omi
Kazami Shirou (風見 士郎, かざみ しろう)

## Các phương tiện truyền thông

### Anime
Onegai ☆ Teacher được đạo diễn bởi Ide Yasunori và viết kịch bản bởi Kuroda Yōsuke, thực hiện bởi Bandai Visual, Studio Orphee và Daume. Nó đã được phát sóng tại Nhật Bản trên kênh truyền hình vệ tinh WOWOW vào ngày 10 tháng 1 đến ngày 28 tháng 3 năm 2002, gồm 13 tập trong đó có 12 tập bình thường và 1 tập OVA được phát hành trong DVD vào ngày 25 tháng 10 năm 2002. Bộ anime cũng đã được phát sóng ngoài Nhật Bản trên kênh Animax, kênh truyền hình này đã phát sóng bộ anime trên toàn thế giới trong dó có vùng Đông Á, Châu Mỹ La Tinh và kênh tiếng Anh tại Đông Nam Á và Nam Á. Bộ anime này được đăng ký bản quyền phát hành bởi một chi nhánh phân phối của Bandai tại nước ngoài là Bandai Entertainment và đã phát hành thành 4 hộp DVD. Phiên bản lồng tiếng Anh đã phát trên kênh Animax tại Đông Nam Á và Nam Á. Bộ anime này cũng được lồng tiếng với các ngôn ngữ khác nhau để phát hành tại các nước khác. Bandai Entertainment đã đăng ký bản quyền phiên bản tiếng Anh của bộ anime này để phát hành tại thị trường Bắc Mỹ, Madman Entertainment đăng ký tại Úc và New Zealand, Dybex đăng ký tại Pháp, Fool Frame và Shin Vision đăng ký tại Ý và Anime-House đăng ký tại Đức
Onegai ☆ Teacher sau đó đã được tiếp nối bằng một ngoại truyện là Onegai ☆ Twins cũng được phát sóng bởi WOWOW từ ngày 15 tháng 7 đến ngày 14 tháng 10 năm 2003.

### Radio drama
Có hai chương trình radio đã được thực hiện là Onegai Teacher Mizuho Sensei no Hachimitsu Jugyō Hoshū (おねがいティーチャー・みずほ先生のはちみつ授業ほ・しゅ・う) phát sóng từ tháng 10 năm 2002 đến tháng 3 năm 2003 sau đó là Onegai Teacher Mizuho Sensei no Hachimitsu Shin Gakki (おねがいティーチャー・みずほ先生のはちみつ新学期) phát sóng từ tháng 4 đến tháng 6 năm năm 2003 đều trên đài Gokuraku! Moemoe Station (ゴクラク!もえもえステーション). các chương trìng sau đó đã tập hợp lại thành 4 drama CD, các drama CD này còn chứa các chương trình chưa từng được phát sóng.

### Manga
Onegai ☆ Teacher! đã được chuyển thể thành manga bởi họa sĩ Hayashiya Shizuru, và đăng trên tạp chí truyện tranh dành cho shōnen của MediaWorks là Dengeki Daioh từ tháng 1 năm 2002. Hai tập tankōbon đã được phát hành. ComicsOne đã đăng ký bản quyền phát hành phiên bản tiếng Anh của loạt manga này tại thị trường Bắc Mỹ và Editora JBC đăng ký tại Brasil.
Cốt truyện chủ yếu dựa vào anime nhưng thêm một chút hài hước đặc trưng của manga, để lấp đầy những phần còn trống. Tuy nhiên có vài chi tiết nhỏ trong manga bị lược bỏ hoặc hoàn toàn thay đổi như mối quan hệ giữa Hyosuke và Kaede không bao giờ xuất hiện, Hyosuke lại là một cặp với Ichigo, nhân vật Yamada không xuất hiện, Minoru thì tích cực hơn với đầu óc "đen tối" của mình, nhưng lại giúp cho mối quan hệ giữa Kei và Mizuho trở nên dễ dàng hơn, vai trò của Koishi giảm đi phần nào, Hatsuho chỉ xuất hiện trong hai hình, cuộc gọi cho cặp vợ chồng về cơn thịnh nộ của Maho, thế giới khác khi mà Kei đang bị bất động, và tuần trăn mật tại Okinawan không hề được nhắc đến.

### Light novel
Cuốn light novel mang tựa Onegai☆Teacher Mizuho to Kei no Milk Diary (おねがい☆ティーチャー -みずほと桂のMilky Diary-) được viết bởi Zappa Gō và được minh họa bởi Uon Taraku cùng Gōda Hiroaki. Nó được MediaWorks phát hành tại Nhật Bản vào tháng 3 năm 2003 và chỉ có một tập. Phiên bản tiếng Anh được phát hành bởi Comics One vào tháng 10 năm 2003.

### Âm nhạc
Bộ anime có ba bài hát chủ đề một mở đầu và hai bài kết thúc. Bài hát mở đầu có tên Shooting Star trình bày bởi KOTOKO, bài hát kết thúc thứ nhất dùng từ tập 1 đến tập 11 và tập OVA của bộ anime có tên Sora no Mori De (空の森で) do Kawada Mami trình bày, cả hai bài hát này đều đã phát hành trong đĩa đơn vào ngày 26 tháng 1 năm 2002. Bài hát kết thúc thứ hai có tên Love a Riddle cũng trình bày bởi KOTOKO đã phát hành trong album phát hành sớm hơn đĩa đơn cùng với một số bài hát do các nhân vật trình bày vào ngày 05 tháng 12 năm 2001. Một album chứa các bài hát do các nhân vật trình bày đã phát hành vào ngày 28 tháng 2 năm 2002. Một album chứa các bài hát do các nhân vật trình bày khác đã phát hành vào ngày 25 tháng 12 năm 2002, ngoài các bài hát album này còn chứa các bản nhạc không lời của các bài hát. Album chứa tất cả các bản nhạc dùng trong bộ anime đã phát hành vào ngày 22 tháng 1 năm 2003. Tất cả các album và đĩa đơn đều do Lantis phát hành. Một bộ tổng hợp tất cả các album và đĩa đơn các bản nhạc trong bộ anime cũng như đính kèm thêm các drama CD có tên CD-BOX Ortensia đã phát hành vào ngày 25 tháng 7 năm 2007.
| Love a Riddle    | Love a Riddle                                          | Love a Riddle |
| STT              | Nhan đề                                                | Thời lượng    |
| ---------------- | ------------------------------------------------------ | ------------- |
| 1.               | "Love a Riddle"                                        | 6:35          |
| 2.               | "~Hana~ (〜花〜)"                                      | 0:23          |
| 3.               | "Back Image Music"                                     | 2:12          |
| 4.               | "~Hoshi~ (〜星〜)"                                     | 0:22          |
| 5.               | "I Can't Get Over Your Best Smile"                     | 7:14          |
| 6.               | "~Kagayaku~ (〜輝〜)"                                  | 0:40          |
| 7.               | "Back Image Music (maxi version)"                      | 4:22          |
| 8.               | "~Tabun~ (〜多分〜)"                                   | 0:16          |
| 9.               | "Love a Riddle (off vocal version)"                    | 6:35          |
| 10.              | "~Kasoku~ (〜加速〜)"                                  | 0:17          |
| 11.              | "I Can't Get Over Your Best Smile (off vocal version)" | 7:12          |
| Tổng thời lượng: | Tổng thời lượng:                                       | 36:08         |

| Shooting Star / Sora no Moride (Shooting Star / 空の森で) | Shooting Star / Sora no Moride (Shooting Star / 空の森で)      | Shooting Star / Sora no Moride (Shooting Star / 空の森で) |
| STT                                                       | Nhan đề                                                        | Thời lượng                                                |
| --------------------------------------------------------- | -------------------------------------------------------------- | --------------------------------------------------------- |
| 1.                                                        | "Shooting Star"                                                | 5:24                                                      |
| 2.                                                        | "Sora no Moride (空の森で)"                                    | 4:16                                                      |
| 3.                                                        | "Shooting Star （offvocal ver.）"                              | 5:24                                                      |
| 4.                                                        | "Sora no Moride （offvocal ver.） (空の森で（offvocal ver.）)" | 4:15                                                      |
| Tổng thời lượng:                                          | Tổng thời lượng:                                               | 19:19                                                     |

| Onegai ☆ Teacher Image Album Sereson (おねがい☆ティーチャーイメージアルバム セレソン) | Onegai ☆ Teacher Image Album Sereson (おねがい☆ティーチャーイメージアルバム セレソン) | Onegai ☆ Teacher Image Album Sereson (おねがい☆ティーチャーイメージアルバム セレソン) |
| STT                                                                                   | Nhan đề                                                                               | Thời lượng                                                                            |
| ------------------------------------------------------------------------------------- | ------------------------------------------------------------------------------------- | ------------------------------------------------------------------------------------- |
| 1.                                                                                    | "Itsumo Omotteru Koto (いつも思ってること)"                                           | 3:27                                                                                  |
| 2.                                                                                    | "Tsutaetai Koto ga Arun da (伝えたいことがあるんだ)"                                  | 2:31                                                                                  |
| 3.                                                                                    | "~bishou~ (～微笑～)"                                                                 | 0:25                                                                                  |
| 4.                                                                                    | "Ima, ii, un Kanji (今、うん、いい感じ)"                                              | 2:53                                                                                  |
| 5.                                                                                    | "Herikawa Koishi ~Otona ni Naru Tame no Kuuhoku~ (緑川小石～大人になるための空白～)"  | 3:14                                                                                  |
| 6.                                                                                    | "Marie, Doushichatta no!? (まりえ、どうしちゃったの!?)"                               | 2:22                                                                                  |
| 7.                                                                                    | "Demo, Suki (でも、好き)"                                                             | 4:11                                                                                  |
| 8.                                                                                    | "~Kanji~ (～感じ～)"                                                                  | 0:15                                                                                  |
| 9.                                                                                    | "Sora wa Takaranai (そらは語らない)"                                                  | 4:15                                                                                  |
| 10.                                                                                   | "Nani mo Okoranain da (なにも起こらないんだ)"                                         | 3:26                                                                                  |
| Tổng thời lượng:                                                                      | Tổng thời lượng:                                                                      | 26:59                                                                                 |

| Onegai ☆ Teacher Vocal Album ~Stokesia~ (おねがい☆ティーチャーヴォーカルアルバム~Stokesia~) | Onegai ☆ Teacher Vocal Album ~Stokesia~ (おねがい☆ティーチャーヴォーカルアルバム~Stokesia~) | Onegai ☆ Teacher Vocal Album ~Stokesia~ (おねがい☆ティーチャーヴォーカルアルバム~Stokesia~) |
| STT                                                                                         | Nhan đề                                                                                     | Thời lượng                                                                                  |
| ------------------------------------------------------------------------------------------- | ------------------------------------------------------------------------------------------- | ------------------------------------------------------------------------------------------- |
| 1.                                                                                          | "Shooting Star"                                                                             | 5:22                                                                                        |
| 2.                                                                                          | "Ano Hino Kimi e (あの日の君へ)"                                                            | 6:12                                                                                        |
| 3.                                                                                          | "Senecio"                                                                                   | 6:04                                                                                        |
| 4.                                                                                          | "Sora wa Kataranai (そらは語らない)"                                                        | 4:13                                                                                        |
| 5.                                                                                          | "I Can't Get Over Your Best Smile"                                                          | 7:12                                                                                        |
| 6.                                                                                          | "Snow Angel"                                                                                | 4:28                                                                                        |
| 7.                                                                                          | "Tiny Days"                                                                                 | 5:53                                                                                        |
| 8.                                                                                          | "Itsumo Omotteru (いつも思ってること)"                                                      | 3:24                                                                                        |
| 9.                                                                                          | "Sora no Mori de (空の森で)"                                                                | 4:14                                                                                        |
| 10.                                                                                         | "LOVE A RIDDLE"                                                                             | 6:33                                                                                        |
| 11.                                                                                         | "Shooting Star (Offvocal ver.)"                                                             | 5:23                                                                                        |
| 12.                                                                                         | "Ano Hino Kimi e (Offvocal ver.) (あの日の君へ (Offvocal ver.))"                            | 6:13                                                                                        |
| 13.                                                                                         | "Senecio (Offvocal ver.)"                                                                   | 6:04                                                                                        |
| 14.                                                                                         | "Sora wa Kataranai (Offvocal ver.) (そらは語らない (Offvocal ver.))"                        | 4:13                                                                                        |
| 15.                                                                                         | "I Can't Get Over Your Best Smile (Offvocal ver.)"                                          | 7:12                                                                                        |
| 16.                                                                                         | "Snow Angel (Offvocal ver.)"                                                                | 4:27                                                                                        |
| 17.                                                                                         | "Tiny Days (Offvocal ver.)"                                                                 | 5:52                                                                                        |
| 18.                                                                                         | "Itsumo Omotteru (Offvocal ver.) (いつも思ってること (Offvocal ver.))"                      | 3:24                                                                                        |
| 19.                                                                                         | "Sora no Mori de (Offvocal ver.) (空の森で (Offvocal ver.))"                                | 4:15                                                                                        |
| 20.                                                                                         | "LOVE A RIDDLE (Offvocal ver.)"                                                             | 6:33                                                                                        |
| Tổng thời lượng:                                                                            | Tổng thời lượng:                                                                            | 1:47:10                                                                                     |

| Onegai ☆ Teacher Complete Soundtrack ~Seratula~ (おねがい☆ティーチャーコンプリートサウンドトラック ~Seratula~) | Onegai ☆ Teacher Complete Soundtrack ~Seratula~ (おねがい☆ティーチャーコンプリートサウンドトラック ~Seratula~) | Onegai ☆ Teacher Complete Soundtrack ~Seratula~ (おねがい☆ティーチャーコンプリートサウンドトラック ~Seratula~) |
| STT | Nhan đề | Thời lượng |
| --- | --- | --- |
| 1. | "Ima, Un, Ii Kanji (今、うん、いい感じ)"                                                                       | 2:51 |
| 2. | "Doushitemo, Anata ga (どうしても、あなたが)"                                                                  | 2:30 |
| 3. | "Konnani mo, Anata ga (こんなにも、あなたが)"                                                                  | 2:39 |
| 4. | "Doushiyou mo Naku, Anata ga (どうしようもなく、あなたが)"                                                     | 2:36 |
| 5. | "Morino Ichigo ~Rokunen no Omosa de~ (森野苺 ～六年の重さで～)"                                                | 3:07 |
| 6. | "Maicchattanaa (まいっちゃったなぁ)"                                                                           | 2:25 |
| 7. | "Otokonoko wa Ganbaru (男の子はがんばる)"                                                                      | 2:10 |
| 8. | "Special Pinch (スペシャルピンチ)"                                                                             | 2:32 |
| 9. | "Konna Date wa Ikagadesu? (こんなデートはいかがです?)"                                                         | 2:42 |
| 10. | "Niji wa Yami ni Kakurete Kieta (虹は闇に隠れて消えた)"                                                        | 2:50 |
| 11. | "Te wo Tsunai de Kaeri Tai no Desu (手を繋いで帰りたいのです)"                                                 | 2:37 |
| 12. | "Kasoku Suru Shoudou (加速する衝動)"                                                                           | 2:39 |
| 13. | "Marie, Doushichatta no!? (まりえ、どうしちゃったの!?)"                                                        | 2:19 |
| 14. | "Magumo Hyosuke ~Hyosuke-kun, Odaijini~ (間雲漂介 ～漂介クン、お大事に～)"                                     | 2:20 |
| 15. | "Maho-chan wa, Okotteimasu (まほちゃんは、怒ってます)"                                                         | 2:07 |
| 16. | "Ikemasen☆Sensei! (いけません☆先生!)"                                                                          | 2:54 |
| 17. | "Yuugen de Kamawanai to Omou (有限で構わないと思う)"                                                           | 3:07 |
| 18. | "Kinyoubi no Step (金曜日のステップ)"                                                                          | 2:14 |
| 19. | "Shido Matagu ~Ichido mo Tsukawaretenai yo~ (四道跨 ～一度も使われてないよ～)"                                 | 3:25 |
| 20. | "Heko Mimashita ga (ヘコみましたが)"                                                                           | 2:45 |
| 21. | "Hakanaku Moroi Kokochi (儚く脆い心地)"                                                                        | 2:16 |
| 22. | "Mou, Kaze mo Mienai (もう、風も見えない)"                                                                     | 2:25 |
| 23. | "Mizuumi wo Nagamete (湖を眺めて)"                                                                             | 2:24 |
| 24. | "Koku no Susumi ga Osoi Basho (刻の進みが遅い場所)"                                                            | 2:23 |
| 25. | "Demo, Suki (でも、好き)"                                                                                      | 4:09 |
| 26. | "Minamo no Tsuki (水面の月)"                                                                                   | 2:22 |
| 27. | "Herikawa Koishi ~Otona ni Naru Tame no Kuuhaku~ (縁川小石 ～大人になるための空白～)"                          | 3:14 |
| 28. | "Back Image Music"                                                                                             | 2:11 |
| 29. | "Namida wa Yuuhi no Katachi wo Kaete (涙は夕日の形を変えて)"                                                   | 2:37 |
| 30. | "Mioroseru Basho ga Aru Toiu Koto (見下ろせる場所があるということ)"                                            | 3:11 |
| 31. | "Mizuho (瑞穂)"                                                                                                | 2:06 |
| 32. | "Orion no Mukou ni (オリオンの向こうに)"                                                                       | 2:54 |
| 33. | "Soshite, Boku wa, Tomaru (そして、僕は、停まる)"                                                              | 2:38 |
| 34. | "Sensei ga Toosugite (先生が遠すぎて)"                                                                         | 2:44 |
| 35. | "Misumi Kaede ~Aoiro no Yume~ (水澄楓〜青色の夢〜)"                                                            | 2:37 |
| 36. | "Kusanagi Kei ~Tsuki no Ki wo Katte~ (草薙桂〜月の木を刈って〜)"                                               | 2:54 |
| 37. | "Kazami Mizuho ~Aishichatte Kudasai~ (風見みずほ〜愛しちゃって下さい〜)"                                       | 3:43 |
| 38. | "Nani mo Okoranainda (何も起こらないんだ)"                                                                     | 3:24 |
| 39. | "Ano Kako no Ano Kage no Kimi (あの過去のあの影の君)"                                                          | 2:05 |
| 40. | "Saiyuusen Jikou yo (最優先事項よ)"                                                                            | 0:34 |
| 41. | "Tsutaetai Koto ga Arunda (伝えたいことがあるんだ)"                                                            | 2:28 |
| 42. | "Kimi wa Sono Mama de (君はそのままで)"                                                                        | 2:14 |
| 43. | "Hikari to Sora no Gogo (光と空の午後)"                                                                        | 2:28 |
| 44. | "Mori wo Dakishimete (森を抱きしめて)"                                                                         | 2:26 |
| 45. | "Kimi to Iraremasu Youni (君といられますように)"                                                               | 2:40 |
| 46. | "Futari no Kiseki (二人の軌跡)"                                                                                | 2:51 |
| 47. | "Ima, Un, Ii Kanji (Rhythm Ver.) (今、うん、いい感じ （リズムVer.）)"                                          | 2:51 |
| 48. | "Doushitemo, Anata ga (Rhythm Ver.) (どうしても、あなたが （リズムVer.）)"                                     | 2:28 |
| 49. | "Maicchattanaa (Rhythm Ver.) (まいっちゃたなぁ （リズムVer.）)"                                                | 2:23 |
| 50. | "Special Pinch (Rhythm Ver.) (スペシャルピンチ （リズムVer.）)"                                                | 2:30 |
| 51. | "Magumo Hyosuke -Hyosuke-kun, Odaijini- (Rhythm Ver.) (間雲漂介〜漂介クン、お大事に〜 （リズムVer.）)"         | 2:18 |
| 52. | "Heko Mimashita ga (Rhythm Ver.) (ヘコみましたが （リズムVer.）)"                                              | 2:46 |
| 53. | "Nani mo Okoranainda (Ver. 2) (何も起こらないんだ （Ver.2）)"                                                  | 3:24 |
| 54. | "Ano Kako no Ano Kage no Kimi (Ver. 2) (あの過去のあの影の君 （Ver.2）)"                                       | 2:05 |
| 55. | "Saiyuusen Jikou yo (Rhythm Ver.) (最優先事項よ （リズムVer.）)"                                               | 0:35 |
| 56. | "Tsutaetai Koto ga Arunda (Rhythm Ver.) (伝えたいことがあるんだ （リズムVer.）)"                               | 2:29 |
| 57. | "Maho-chan wa, Okotteimasu (Rhythm Ver.)(まほちゃんは、怒っています （リズムVer.）)"                           | 2:05 |
| Tổng thời lượng:                                                                                               | Tổng thời lượng:                                                                                               | 2:26:41 |